# Mosquée Ben Youssef (Marrakech)
Pour les articles homonymes, voir Mosquée Ben Youssef.
La mosquée Ben Youssef (parfois orthographiée « mosquée Ibn Yusuf ») est une mosquée de la Médina de Marrakech, au Maroc, du nom de l'émir almoravide Ali ben Youssef. Elle compte parmi les mosquées les plus anciennes de Marrakech.

## Histoire
La première mosquée de Marrakech a été érigée par l'émir almoravide Youssef Ben Tachfine dans les années 1070, pour servir de Jāmi‘ (mosquée où a lieu la khutba du vendredi) à la ville naissante. C'était l'un des premiers bâtiments en brique de la ville, et Youssef Ben Tachfine se serait personnellement investi dans le mélange du mortier et la pose des briques,. Son fils et successeur Ali ben Youssef a construit une grande nouvelle mosquée centrale, nommée Masjid al-Siqāya (« mosquée de la fontaine ») en raison de la grande fontaine avec un bassin en marbre dans sa cour. Il a coûté près de 60 000 dinars or et a été achevé entre 1121 et 1132. C'était la plus grande mosquée construite dans l'empire almoravide, avec une base rectangulaire de 120 mètres sur 80 et un minaret estimé à trente mètres de haut. L'agencement de la ville a été organisé autour d'elle et, avec les souks voisins, elle a formé le centre de la vie de la ville de Marrakech. La Koubba Ba'adiyn voisine était l'une des fontaines monumentales d'ablution qui y étaient connectées.
Lorsque les Almohades ont vaincu les Almoravides et capturé Marrakech en avril 1147, la mosquée d'origine a été considérée par le calife almohade Abd al-Mumin comme présentant une erreur d'orientation (son mihrab pointait à environ six degrés au sud de La Mecque) et a été rapidement démolie,. Les Almohades ont érigé une nouvelle mosquée centrale réorientée à sa place. Cependant, les Almohades n'ont pas été en mesure d'évincer son appellation populaire, et elle est toujours connue sous le nom de « mosquée d'Ali Ben Youssef ».
La mosquée Ben Youssef a été rénovée vers 1563, sur ordre du chérif saadien Abdallah al-Ghalib. C'est à peu près à la même époque que l'aménagement de la ville a commencé à changer, avec de nouveaux quartiers résidentiels et souks situés plus à l'ouest, près de la mosquée Koutoubia et de la nouvelle mosquée El Mouassine, éloignant le centre de gravité de l'ancienne mosquée Ben Youssef. Sur l'espace dégagé, les Saadiens ont érigé un grand nouveau collège théologique (madrasa), la médersa Ben Youssef, en 1563-1564, juste à l'est de la mosquée, lui donnant ainsi une nouvelle vie en tant que mosquée des oulémas,.
Après être tombé en ruine au cours des XVIIe et XVIIIe siècles, la mosquée a été presque entièrement reconstruite au début du XIXe siècle par le sultan Alaouite Slimane Ben Mohammed, sans pratiquement conserver la moindre trace de sa conception almoravide et almohade d'origine,.
Elle continue de fonctionner aujourd'hui, jouissant du prestige de nos jours. Traditionnellement, le qadi (juge religieux) de la mosquée Ben Youssef a compétence sur toute la ville de Marrakech, et même sur les zones périphériques. Elle n'est pas accessible aux visiteurs non musulmans.